# Yorkshire, New York
Yorkshire är en ort i Cattaraugus County i delstaten New York, USA.